# Secondigliano (metropolitana di Napoli)
Secondigliano sarà una stazione delle linee 1 e 11 della metropolitana di Napoli.

## Storia
È la terza delle quattro stazioni progettate da Antonio Nanu, la cui costruzione è stata affidata ad EAV, che permetteranno la chiusura dell'anello della linea 1, gestita da ANM, e la prosecuzione della linea 11 verso il centro di Napoli ripercorrendo il tracciato della vecchia Alifana bassa (lungo il quale era infatti presente la stazione di Secondigliano); le altre tre sono, in ordine di successione, Miano, Regina Margherita e Di Vittorio.
Originariamente, l'attestazione della linea era prevista alla stazione Tribunale, in cui sono presenti due binari per la linea 1 ed un terzo binario adibito a capolinea e tronchino di manovra per effettuare il cambio di verso di percorrenza in direzione Aversa. Tuttavia, le due aziende di trasporto pubblico, la regione Campania ed il comune stanno progettando di far circolare tutti i treni a disposizione, ventiquattro CAF Inneo ordinati da ANM e dieci da EAV, sulla totalità della linea, facendo loro percorrere in parte un tracciato anulare e in parte un tracciato "a 6 rovesciato", includendo così anche la parte alta della linea in direzione di Aversa.
I lavori iniziarono nel 2001 con lo scavo artificiale di una prima porzione del tunnel di collegamento tra le stazioni di Secondigliano e Di Vittorio, in modo da rendere l'operazione meno invasiva possibile vista la presenza dei numerosi fabbricati nella zona soprastante. Nel 2003 lo scavo era arrivato nei pressi di via Comunale Vecchia di Miano. I lavori ripresero nel 2022 con non pochi problemi: la galleria infatti passa soltanto 50cm più in alto rispetto ad un sistema di condotte di ABC che rifornisce di acqua potabile diversi quartieri dall'area nord fino al Vomero e Posillipo; inoltre, nel 2023 la rampa che collega l'asse perimetrale di Melito a via Masoni è stata chiusa per permettere l'abbattimento e la ricostruzione di uno dei pilastri che passa proprio sopra al tracciato della galleria.
Nei primi anni 2000, il comune avrebbe dovuto acquisire il terreno per la costruzione della stazione, ma il 2 luglio 2010 i cantieri dell'intera tratta tra Piscinola-Scampia e Di Vittorio vennero bloccati dalla giunta Caldoro, divenuto presidente di regione appena tre mesi prima, il 17 aprile. Solo quasi 7 anni dopo, il 22 aprile 2017, la giunta De Luca e l'EAV riuscirono a risolvere i contenziosi ed a sbloccare i cantieri, permettendo così di acquisire i terreni e cominciare le operazioni di scavo del pozzo di stazione, operazione che ha avuto inizio nel 2018. Il completamento dei lavori, inizialmente previsto entro il 2021 e poi ritardato a causa della pandemia di COVID-19. All'ottobre 2023, risultano completate le opere civili, mentre sono in corso di installazione gli impianti e le finiture.

## Strutture e impianti
Verranno anche creati una grande piazza superficiale volta a riqualificare la zona circostante, ed un grande parcheggio sotterraneo volto ad agevolare il traffico sulle strade più congestionate del quartiere, e chi deve recarsi in aeroporto e che oggi usufruisce di servizi di parcheggio offerti da privati. Inoltre, sarà abbattuto il muro che separa la stazione da viale Amato. Sarà creata una nuova strada che collegherà i quartieri dell'area nord ricalcando il vecchio tracciato dell'ex Alifana bassa, collegando l'asse perimetrale di Melito e via Vecchia Miano, proseguendo come percorso ciclopedonale verso viale Maddalena per poi scavalcare la Calata Capodichino tramite un ponte che andrà a sostituire quello dell'ex Alifana, abbattuto nel 2019 a causa delle condizioni di degrado in cui versava.
Il colore principale della stazione è il rosso.

## Interscambi
- Fermata autobus
- Parcheggio di scambio